# Stina Talling
Stina Talling (Bergen, 5 februari 2003) is een Noors zangeres en influencer. Met het nummer Elevate nam ze deel aan de Noorse Melodi Grand Prix 2021.

## Biografie
Talling groeide op in het dorp Sotra net buiten Bergen. Op tienjarige leeftijd begon ze met het plaatsen van eigen video's op het platform YouTube. Naast covers plaatste ze hier ook persoonlijke en humoristische video's. Vanaf januari 2021 waren haar video's 16,8 miljoen keer bekeken. Ze bracht muziek uit op het platform Spotify. In 2019 kreeg Stalling een platencontract bij Sony Music Entertainment. Ook maakte ze dat jaar voor het programma BlimE het nummer Mer en godd nok. Sindsdien maakte ze singles als Past to future, Jada Jada met Cherie Mwangi, En once til met Eirik Lyng en Livet now. In 2020 maakte ze voor de Netflix film Månereisen het nummer En raket til måneland.
Talling werkte ook mee aan de televisieserie Influenserner en de documentaire Tenåringssjokket. In 2018 werd ze genomineerd in de categorie grappigste van het jaar van Gullsnutten en un 2019 werd ze genomineerd voor een categorie sterren bij Kids Choice Awards van Nickelodeon.
In 2021 deed Talling mee aan Melodi Grand Prix, de Noorse preselectie voor het Eurovisiesongfestival 2021. Met het nummer Elevate, geschreven door  Bonsaksen, Hilda Stenmalm, Monika Engseth en Eirik Hella, trad ze aan in de halve finale op 16 januari 2021. Hier moest ze het afleggen tegen Blåsemafian feat. Hazel. Ze kreeg een nieuwe kans in de tweedekansronde op 15 februari 2021, maar greep opnieuw naast een finale plaats.

## Discografie

### Singles
- BlimE – Mer enn god nok
- 2021: Elevate (MGP 2021)[4]
- 2021: I can´t remember[5]
- 2020: Livet nå[6]
- Fortid til fremtid[7]
- 2020: Jada Jada[8]
- 2020: En rakett til måneland[9]
- 2018: Nå er det jul[10]